# Kopernica (powiat Żar nad Hronem)
Kopernica (niem. Deutsch Litta) – wieś gminna (obec) na Słowacji, w kraju bańskobystrzyckim, w powiecie Żar nad Hronem. 

## Historia
Pierwsza pisemna wzmianka o wsi pochodzi z 1349 roku. Została założona przez kolonistów niemieckich i była częścią tzw. Hauerlandu. Jeszcze do czasów międzywojennych większość ludności była narodowości niemieckiej – została ona wysiedlona tuż po II wojnie światowej.